# صاحب النيافة
النيافة لقب عربي يستعمله الأقباط الأرثوذكس ويفيد تعظيم الشأن.

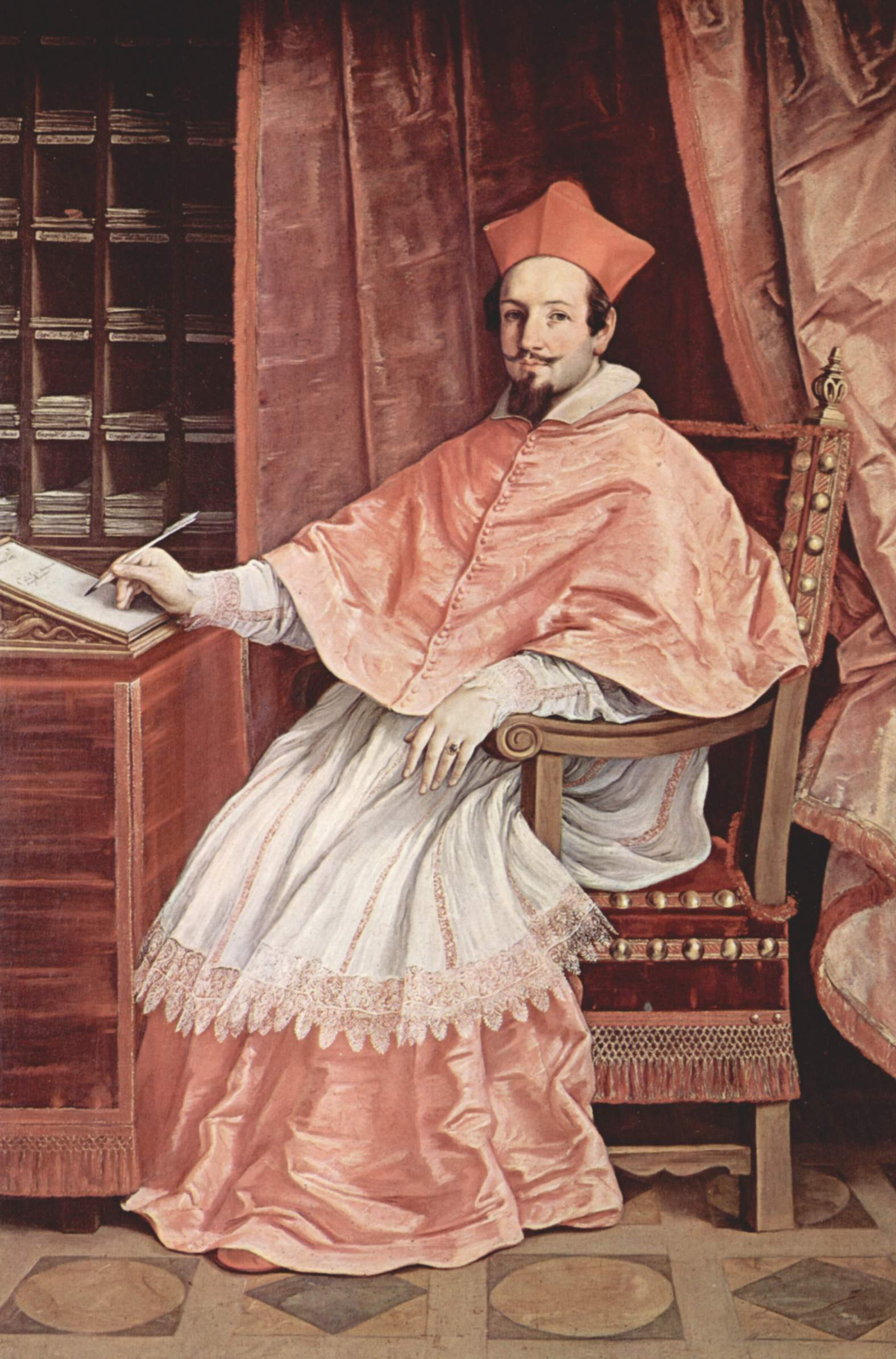
صَاحِبُ اَلْنِيَافَةِ الكاردينال برناردينو سبادا، بريشة جويدو ريني

صَاحِبُ اَلْنِيَافَةِ (باللاتينية: Eminentia Sua, Dominus) هو لقب استُخدم تاريخيًا لمخاطبة العظماء من النبلاء، وما زال مستخدمًا حتى اليوم لمخاطبة العديد من كبار رجال الدين.
بدأ استخدام هذا اللقب في السياق الديني كلقب شرفي خاص بالكرادلة على يد البابا أوربانوس الثامن، الذي أصدر مرسومًا بذلك في 10 يناير 1630، وذلك باعتبار الكاردينال «أميرًا من أمراء الكنيسة».
في الكنيسة الأرثوذكسية الشرقية، يخاطب المطارنة (كبار الأساقفة) بلقب «صاحب الغبطة» أو «صاحب النيافة».